# Regió del Bío-Bío
La regió del Biobío és una de les 16 regions de Xile. Limita al nord amb la regió de Ñuble, al sud amb la regió de l'Araucanía, a l'est amb la província del Neuquén (Argentina) i a l'oest amb l'oceà Pacífic.

## Administració
Està formada per quatre províncies i 54 municipis:
| Divisió politicoadministrativa de la regió del Bío-Bío | Divisió politicoadministrativa de la regió del Bío-Bío |                        |
| --- | ------------------------------------------------------ | ---------------------- |
| \| Província \| Capital \| Comuna \| \| ---------- \| ----------- \| ---------------------- \| \| Arauco \| Lebu \| 1 Arauco \| \| Arauco \| Lebu \| 2 Cañete \| \| Arauco \| Lebu \| 3 Contulmo \| \| Arauco \| Lebu \| 4 Curanilahue \| \| Arauco \| Lebu \| 5 Lebu \| \| Arauco \| Lebu \| 6 Los Álamos \| \| Arauco \| Lebu \| 7 Tirúa \| \| Bío-Bío \| Los Ángeles \| 8 Alto Bío-Bío \| \| Bío-Bío \| Los Ángeles \| 9 Antuco \| \| Bío-Bío \| Los Ángeles \| 10 Cabrero \| \| Bío-Bío \| Los Ángeles \| 11 Laja \| \| Bío-Bío \| Los Ángeles \| 12 Los Ángeles \| \| Bío-Bío \| Los Ángeles \| 13 Mulchén \| \| Bío-Bío \| Los Ángeles \| 14 Nacimiento \| \| Bío-Bío \| Los Ángeles \| 15 Negrete \| \| Bío-Bío \| Los Ángeles \| 16 Quilaco \| \| Bío-Bío \| Los Ángeles \| 17 Quilleco \| \| Bío-Bío \| Los Ángeles \| 18 San Rosendo \| \| Bío-Bío \| Los Ángeles \| 19 Santa Bárbara \| \| Bío-Bío \| Los Ángeles \| 20 Tucapel \| \| Bío-Bío \| Los Ángeles \| 21 Yumbel \| \| Concepción \| Concepción \| 22 Chiguayante \| \| Concepción \| Concepción \| 23 Concepción \| \| Concepción \| Concepción \| 24 Coronel \| \| Concepción \| Concepción \| 25 Florida \| \| Concepción \| Concepción \| 26 Hualpén \| \| Concepción \| Concepción \| 27 Hualqui \| \| Concepción \| Concepción \| 28 Lota \| \| Concepción \| Concepción \| 29 Penco \| \| Concepción \| Concepción \| 30 San Pedro de la Paz \| \| Concepción \| Concepción \| 31 Santa Juana \| \| Concepción \| Concepción \| 32 Talcahuano \| \| Concepción \| Concepción \| 33 Tomé \| | Municipis de la regió                                  |                        |
| Província | Capital                                                | Comuna                 |
| Arauco | Lebu                                                   | 1 Arauco               |
| Arauco | Lebu                                                   | 2 Cañete               |
| Arauco | Lebu                                                   | 3 Contulmo             |
| Arauco | Lebu                                                   | 4 Curanilahue          |
| Arauco | Lebu                                                   | 5 Lebu                 |
| Arauco | Lebu                                                   | 6 Los Álamos           |
| Arauco | Lebu                                                   | 7 Tirúa                |
| Bío-Bío | Los Ángeles                                            | 8 Alto Bío-Bío         |
| Bío-Bío | Los Ángeles                                            | 9 Antuco               |
| Bío-Bío | Los Ángeles                                            | 10 Cabrero             |
| Bío-Bío | Los Ángeles                                            | 11 Laja                |
| Bío-Bío | Los Ángeles                                            | 12 Los Ángeles         |
| Bío-Bío | Los Ángeles                                            | 13 Mulchén             |
| Bío-Bío | Los Ángeles                                            | 14 Nacimiento          |
| Bío-Bío | Los Ángeles                                            | 15 Negrete             |
| Bío-Bío | Los Ángeles                                            | 16 Quilaco             |
| Bío-Bío | Los Ángeles                                            | 17 Quilleco            |
| Bío-Bío | Los Ángeles                                            | 18 San Rosendo         |
| Bío-Bío | Los Ángeles                                            | 19 Santa Bárbara       |
| Bío-Bío | Los Ángeles                                            | 20 Tucapel             |
| Bío-Bío | Los Ángeles                                            | 21 Yumbel              |
| Concepción | Concepción                                             | 22 Chiguayante         |
| Concepción | Concepción                                             | 23 Concepción          |
| Concepción | Concepción                                             | 24 Coronel             |
| Concepción | Concepción                                             | 25 Florida             |
| Concepción | Concepción                                             | 26 Hualpén             |
| Concepción | Concepción                                             | 27 Hualqui             |
| Concepción | Concepción                                             | 28 Lota                |
| Concepción | Concepción                                             | 29 Penco               |
| Concepción | Concepción                                             | 30 San Pedro de la Paz |
| Concepción | Concepción                                             | 31 Santa Juana         |
| Concepción | Concepción                                             | 32 Talcahuano          |
| Concepción | Concepción                                             | 33 Tomé                |